# Línguas reto-românicas

Línguas reto-românicas

As línguas reto-românicas ou reto-romanas são uma subfamília de línguas latinas que inclui alguns idiomas falados na Suíça e no nordeste da Itália.
- friuliano - região do Friuli-Venezia Giulia, Itália
- ladino - nas montanhas Dolomitas na Itália (Trentino-Alto Ádige e Vêneto)
- romanche - Suíça (uma das quatro línguas oficiais)